# Carolina Chocolate Drops
Carolina Chocolate Drops – amerykański zespół muzyczny, zdobywca nagrody Grammy w kategorii Najlepszy Album Folku Tradycyjnego w roku 2011.

## Dyskografia
- 2006: Dona Got a Ramblin' Mind
- 2007: The Great Debaters
- 2008: Heritage
- 2009: Carolina Chocolate Drops & Joe Thompson
- 2010: Genuine Negro Jig
- 2011: Carolina Chocolate Drops/Luminescent Orchestrii
- 2012: Leaving Eden